# Quentalia oaxacana
Quentalia oaxacana är en fjärilsart som beskrevs av William Schaus 1900. Quentalia oaxacana ingår i släktet Quentalia och familjen silkesspinnare. Inga underarter finns listade.